# 村山廉
村山 廉（むらやま れん、1990年10月12日 - ）は、日本のラグビー選手。

## プロフィール
- 千葉県出身。
- ポジションはフッカー(HO)。
- 身長 180cm、体重 110kg
- ニックネームはレン。
- U20日本代表候補に選ばれたことがある[1]。
- 父の繁は元日本代表選手[2]。

## 略歴
5歳からラグビーを始めた。 
2009年、市立船橋高校卒業後、東海大学に入る。
2013年、東海大学卒業後、東芝ブレイブルーパスに加入。
2016年8月27日に行われたジャパンラグビートップリーグ第1節のクボタスピアーズ戦に途中出場で公式戦初出場を果たす。 
2018年、東芝ブレイブルーパスを退団した。